# أويمبرا
بلدية أويمبرا (بالإسبانية: Oímbra) هي بلدية تقع في مقاطعة أورينسي التابعة لمنطقة غاليسيا شمال غرب إسبانيا.

## الديموغرافيا
بلغ عدد سكان بلدية أويمبرا 2.045 نسمة عام 2011 (وفقاً للمعهد الوطني للإحصاء الإسباني).
| 2.054 | 2.044 | 2.015 | 1.963 | 1.957 | 1.916 | 2.045 |